# Gibraltar Football Association
Gibraltar Football Association, GFA är det förbund som organiserar fotboll och futsal i Gibraltar. Förbundet grundades  1895. Den 24 maj 2013 blev förbundet Uefa:s medlem nummer 54. Gibraltars herrlandslag i fotboll deltog i kvalet till Europamästerskapet i fotboll 2016 som första stora mästerskap. Sedan 13 maj 2016 är man även medlemmar i Fifa. GFA organiserar numera en damfotbollsliga kallad "Womens Fotboll League" samt ett landslag i damfotboll. Dessutom planerar man bygga en ny nationalarena i stället för den nuvarande kallad Victoria Stadium.

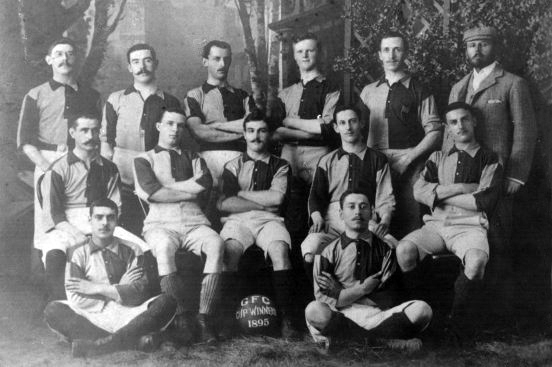
Vinande lag 1895 Merchants Cup var Gibraltar Football Club.Första vinnare av nationell cup ordnat av förbundet

## Historia
Gibraltar Football Association bildades år 1895 under namnet Gibraltar Civilian Football Association och är ett av de äldsta fotbollsförbunden i världen. År 1901 bildades Gibraltars herrlandslag i fotboll som ofta brukade spela mot olika brittiska militärklubbar. En av deras största meriter är förmodligen en oavgjord match mot Real Madrid C.F. år 1949.  Marchant's Cup var den enda kända turneringen mellan 1895 och 1907 då Gibraltars fotbollsliga kallad Gibraltar Premier Division startades. 1909 startade samarbete med Englands fotbollsförbund, FA. Herrlandslaget har deltagit i Internationella öspelen sedan 1993. GFA organiserar numera en damfotbollsliga kallad "Womens Fotboll League" samt ett landslag i damfotboll. Dessutom planerar man bygga en ny nationalarena i stället för den nuvarande kallad Victoria Stadium.

## Kamp för medlemskap i Uefa och Fifa
Under många år kämpade Gibraltar Football Association, GFA för internationellt erkännande. 1997 ansökte man om medlemskap i Fifa. Två år senare sände Fifa vidare ansökan eftersom man menade att den skulle behandlas av den federation som landet tillhörde, Uefa. År 2001 ändrade Uefa reglerna så att bara självständiga stater kunde tas upp som medlemmar och man avslog därför GFA:s ansökan – trots att lag som Färöarna, England, Nordirland, Skottland och Wales var fullvärdiga medlemmar. GFA överklagade till Idrottens skiljedomstol och 2003 slog denna fast att GFA:s ansökan skulle behandlas efter de regler som gällde vid tiden för den första ansökan, före regeländringarna år 2001.
Uefa fortsatte dock neka GFA inträde och i augusti 2006 fastslog skiljedomstolen åter igen att GFA måste tillåtas medlemskap i både Fifa och Uefa. I december 2006 togs GFA upp som provisorisk medlem i Uefa men i januari 2007 nekades de åter inträde som fullvärdig medlem med Spanien som störste motståndare. Den 24 maj 2013 blev Gibraltar till slut Uefas 54:e medlemsland efter ett kongressbeslut i London.
Efter att ha blivit fullvärdiga medlemmar i Uefa så gick man vidare med en ansökan om att bli medlemmar i Fifa. Fifa avvisade deras begäran om medlemskap den 26 september 2014 med motiveringen att Gibraltar inte var en självständig stat. Detta trots att Fifa redan hade 22 medlemmar som inte var självständiga stater inklusive de fyra landslagen (England, Wales, Skottland och Nordirland) i Gibraltars moderland Storbritannien. Gibraltar gick då vidare till idrottens skiljedomstol som åter igen gav Gibraltar rätt i en dom från den 2 maj 2016. Den 13 maj 2016 blev man invalda i Fifa av Fifas kongress som medlem 211 med röstsiffrorna 172 mot 12. 
Det är i första hand Spanien som motsatt sig och mycket starkt motarbetat Gibraltars medlemskap i både Uefa och Fifa. Detta har sin grund i att Spaniens regering starkt motsatt sig Storbritanniens styre över Gibraltar som gränsar till Spanien i norr (i praktiken en spansk halvö) och under många år på olika sätt motarbetat Gibraltar i internationella sammanhang. Detta har medfört att Uefa bestämt att Gibraltar och Spanien inte kommer att hamna i samma kvalgrupp i framtida EM och VM-kval. Liknande undantag finns mellan Armenien - Azerbajdzjan och Ryssland - Georgien på grund av deras väpnade konflikter.